# Rocks 'n' Diamonds
Rocks 'n' Diamonds is een Computerspel dat werd ontwikkeld en uitgegeven door Artsoft Entertainment. Het spel kwam in 1998 uit voor de platforms DOS, Linux, Windows. Het spel lijkt op een Boulder Dash clone. De bedoeling van het spel is alle diamanten te behalen. Hierbij moeten vallende rostblokken en monsters worden ontweken. Het spel is voorzien van een level-editor waar eigen levels mee gemaakt kunnen worden. Het spel kan met maximaal vier spelers tegelijkertijd gespeeld worden.

## Ontvangst
| Beoordeeld door    | Platform  | Datum         | Score |
| ------------------ | --------- | ------------- | ----- |
| GameHippo.com      | Windows   | 19 mei 2002   | 100%  |
| GameHippo.com      | DOS       | 19 mei 2002   | 100%  |
| Abandonia Reloaded | Macintosh | 11 april 2010 | 70%   |
| Abandonia Reloaded | DOS       | 11 april 2010 | 70%   |
| Abandonia Reloaded | Linux     | 11 april 2010 | 70%   |
| Abandonia Reloaded | Windows   | 11 april 2010 | 70%   |